# Nagyboldogasszony-templom (Cupilco)
A cupilcói Nagyboldogasszony-templom (spanyolul Iglesia de la Virgen de la Asunción) a mexikói Tabasco állam egyik legismertebb, idegenforgalmi jelentőségű temploma. Különlegességét élénk színei (melyek közül legszembetűnőbbek a sárga és kék árnyalatok) és a helyi népművészeti motívumok festett mintái adják, melyek belső tereinek egy részét ugyanúgy jellemzik, mint külsejét.

## Az épület
A hosszan elnyúló, alacsony épület homlokzata teljesen eltér a templom többi részétől: három tornya (kettő a bejárat két oldalán, egy középen, kissé hátrébb) kimagaslik a környezetből. Az oldalsó tornyokat sárga toszkán oszloppárok díszítik két szintben, melyek mentén és a közöttük húzódó vízszintes csíkban is festett, színes virágfüzérek futnak végig. Az oszlopok tetején kis angyalszobrok ülnek. A bejárat fölötti festmény azt ábrázolja, amikor a Guadalupei Szűzanya megjelenik Juan Diego előtt a Tepeyac dombon.

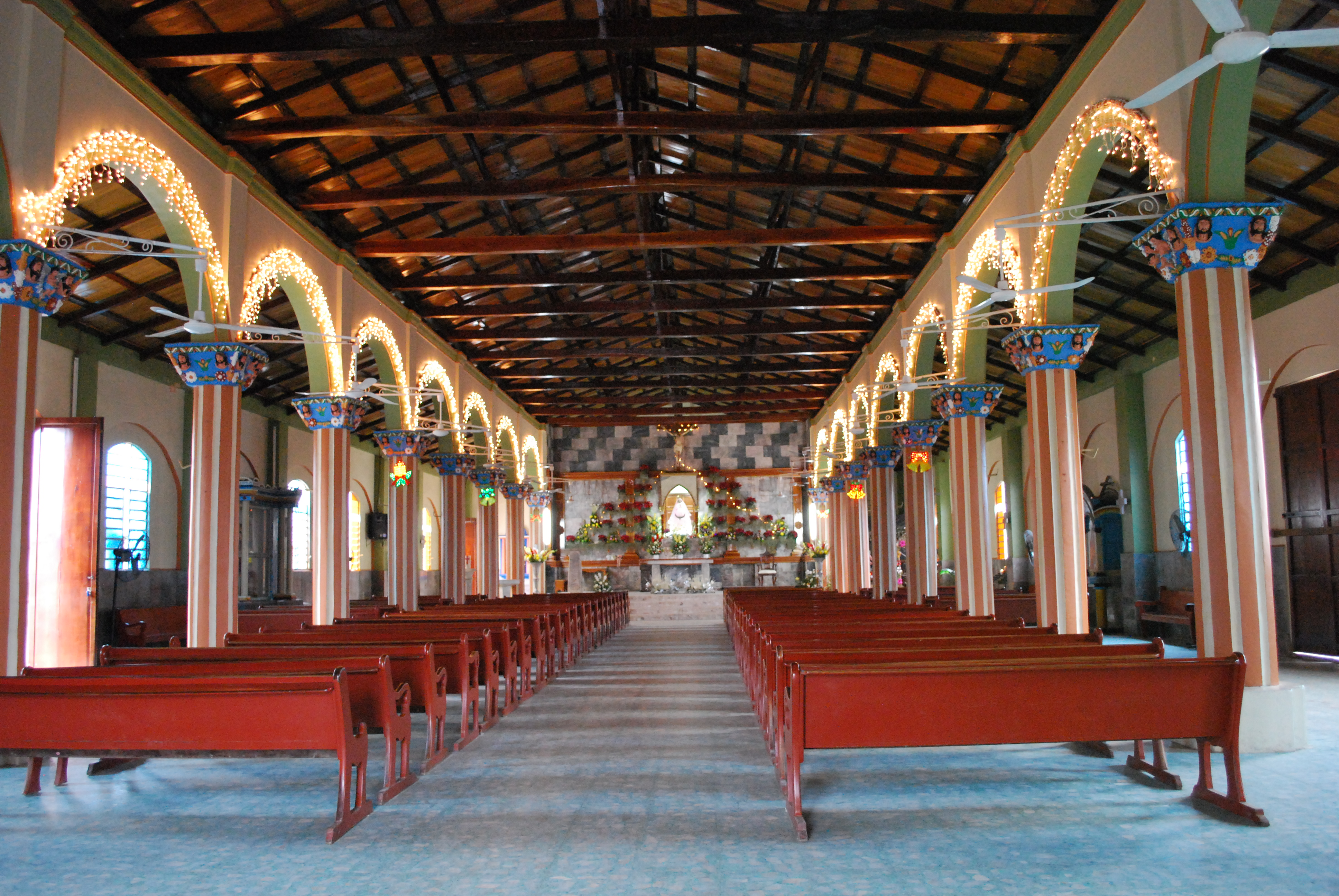
A templom belső tere

A festmény fölött négy szoborfülke áll, a középső kettőt a szélsőktől egy-egy sárga és kék oszlop választja el. Fölöttük található a harang, ezt is ugyanilyen színű, de kisebb oszlopok keretezik oldalról, csúcsán pedig egy mixtilineáris vonalú, kívülről szintén angyalokkal díszített fülkében a Szent Szív szobra áll. Emögött emelkedik a középső, a legmagasabb torony, melyen toronyóra is látható. Mindhárom torony csúcsát kereszt díszíti.
Belső tere háromhajós, a hajókat árkádokat tartó, kannelúrázott oszlopok választják el, melyek fejezete felfelé szélesedő kék csonkagúlákból áll. Ezeket a csonkagúlákat virágminták és Jézusfejek díszítik. A tetőszerkezet cédrusfából készült, kívülről cserpek fedik. A főhajó végén található oltárkép Szűz Máriát ábrázolja.